# Tobias Hill
Tobias Hill (Londra, 30 marzo 1970 – Londra, 26 agosto 2023) è stato uno scrittore britannico.

## Biografia
Nato a Kentish Town dalla designer di libri Caroline Berman e da George Hill, giornalista del Times, ha conseguito un B.A all'Università del Sussex nel 1992 prima d'insegnare due anni in Giappone.
A partire dal suo esordio letterario nel 1995 con la raccolta di liriche Year of the Dog influenzata dalla sua esperienza nel Sol levante, ha pubblicato 5 romanzi, una raccolta di racconti, un libro per ragazzi e altre 4 raccolte di poesie.
In italiano è stato tradotto solo il suo primo romanzo, Underground, ambientato nella metropolitana di Londra.
Colpito da un ictus nel 2014 che ha decretato la fine della sua carriera di scrittore, è morto a Londra il 26 agosto 2023 all'età di 53 anni a causa di un glioblastoma.

## Opere

### Romanzi
- Underground (1999), Roma, Fandango, 2000 traduzione di Monica Capuani e Franco Chirico ISBN 88-87517-05-3.
- The Love of Stones (2001)
- The Cryptographer (2003)
- The Hidden (2007)
- What Was Promised (2014)

### Raccolte di racconti
- Skin (1997)

### Raccolte di poesie
- Year of the Dog (1995)
- Midnight in the City of Clocks (1996)
- Zoo (1999)
- Poems (2006)
- Nocturne in Chrome & Sunset Yellow (2006)

### Libri per ragazzi
- The Lion Who Ate Everything con Michael Foreman (2008)

## Premi e riconoscimenti

### Vincitore
Eric Gregory Award
- 1995 con Year of the Dog[8]

Betty Trask Award
- 1998 con Underground[9]